# 그루트
그루트(Groot)는 플래닛 X의 군주(Monarch of Planet X)라고도 알려진 마블 코믹스에서 출간한 만화책에 등장하는 빌런 공상 캐릭터이다. 공동 작가 스탠 리, 잭 커비 그리고 딕 에어즈가 창작했으며, 1960년 11월 테일즈 투 애스토니쉬 #13에서 처음으로 등장한다. 나무처럼 생긴 외계인 그루트는 처음에는 실험을 목적으로 인간들을 잡는 침략자로서 처음 등장했다.
이 캐릭터는 2006년에 고귀한 존재인 영웅으로 설정이 변경되었고, 크로스오버 코믹북 "어나힐레이션: 컨퀘스트"에서 등장하였다. 그는 어나힐레이션의 스핀오프 시리즈 가디언즈 오브 더 갤럭시에 같은 이름으로 팀에 합류하여 주연을 맡게되었다. 그루트는 애니메이션 TV 프로그램, 장난감, 그리고 트레이딩 카드 같은 상품 마블과 관련된 다양한 상품에 등장하였다. 빈 디젤은 2014년에 개봉하는 가디언즈 오브 더 갤럭시의 영화에서 목소리 녹음과 모션캡처를 통해 그루트의 성우를 맡았다.
또한 그루트는 "I am Groot"라는 말밖에 못하기 때문에 늘 "I am Groot"라는 말만 한다.